# Gemma Spofforth
Gemma Mary Spofforth (née le 17 novembre 1987 à Shoreham-by-Sea en Angleterre) est une nageuse britannique spécialiste des épreuves de dos. Révélée en 2008, elle s'illustre l'année suivante en remportant le titre planétaire du 100 m dos en grand bassin tout en battant le record du monde de l'épreuve.

## Biographie
À 13 ans, Gemma Spofforth s'illustre lors des Championnats nationaux de sa catégorie d'âge. Elle remporte deux médailles d'or sur 50 et 100 m dos. Par ailleurs, déjà en 2001, elle participe déjà aux Championnats élite en petit bassin et dispute une finale sur 50 m dos. En 2003, à Glasgow, lors des Championnats d'Europe juniors, elle remporte la médaille d'or du 50 m et enlève la médaille de bronze sur la distance supérieure. Quelques mois plus tard, elle honore sa première sélection en équipe nationale senior à l'occasion des Championnats d'Europe en petit bassin, à Dublin en Irlande. Inscrite dans deux épreuves, elle échoue à chaque fois au stade des séries éliminatoires. Un an plus tard, lors de l'édition 2004 des Championnats d'Europe en petit bassin, elle monte pour la première fois sur un podium en compétition internationale en terminant troisième du 200 m dos. Un peu plus tôt durant l'année, elle disputait les sélections olympiques britanniques mais ne parvenait pas à intégrer la liste des nageurs sélectionnés pour participer aux Jeux olympiques d'été de 2004.
Elle participe en 2005 aux Championnats du monde organisés à Montréal en décrochant trois médailles dont deux titres lors des championnats nationaux. Au Canada, alignée sur 100 m dos, elle est éliminée lors des séries avec le 33e temps global. L'année suivante, elle songe à arrêter le haut niveau à la suite d'une pancréatite qui la contraint d'abandonner la natation durant près d'une année, après quoi elle rejoint les États-Unis et l'Université de Floride pour étudier et s'y entraîner. Au sein du club de l'université, les Florida Gators, elle côtoie entre autres le multiple médaillé international américain Ryan Lochte. La même année, sa mère décède des suites d'un cancer.
En 2007, elle retrouve la compétition et se distingue aux Championnats NCAA en remportant le 200 yards dos. L'année 2008 est marquée par l'émergence des combinaisons composées avec du polyuréthane, peu de temps avant les Jeux olympiques d'été de 2008. C'est aussi celle de la révélation de la Britannique qui améliore sensiblement ses records personnels. Ainsi, en avril, à l'occasion des Championnats de Grande-Bretagne servant à sélectionner les membres de la délégation olympique britannique, elle obtient sa qualification en descendant sous deux barrières chronométriques : la minute sur 100 m dos et les 2 minutes et 10 secondes sur 200 m dos. Auteur tout d'abord de 59 s 89 sur 100 m, elle devient la neuvième nageuse à descendre sous la minute. Elle enlève à cette occasion près de 2 secondes à son record personnel établi jusqu'alors à 1 minute et 1,81 seconde,. De même, elle améliore de plus de trois secondes son record personnel du 200 m dos en 2 min 09 s 70. Peu de temps avant ces sélections olympiques, elle avait réalisé le doublé 100-200 yards dos lors des Championnats NCAA, améliorant à chaque fois ses records personnels,.
Aux Jeux olympiques, elle améliore son record personnel du 100 m dos en demi-finale puis de nouveau en finale. Lors de cette dernière, elle réalise la meilleure seconde partie de course des concurrentes, mais son temps, 59 secondes 38, un nouveau record d'Europe, ne lui permet pas de monter sur le podium puisqu'elle termine quatrième à 4 centièmes de seconde de la troisième place enlevée par l'Américaine Margaret Hoelzer. Sur 200 m, elle est sortie en demi-finale avec le neuvième temps mais termine ses Jeux le dernier jour des compétitions de natation avec le relais 4 × 100 m quatre nages. Au départ de ce relais pour l'équipe britannique, elle améliore son propre record continental en 59,05 secondes mais termine finalement quatrième avec ses coéquipières. Ce nouveau record constitue alors le troisième temps de l'histoire derrière ceux de la Zimbabwéenne Kirsty Coventry et l'Américaine Natalie Coughlin.
Peu de temps avant les Championnats du monde 2009 disputés à Rome, elle améliore son record personnel sur 200 m et s'empare du record national en 2 minutes et 7,56 secondes, lors des Championnats d'Écosse. Lors des mondiaux, la polémique est vive quant à l'utilisation des combinaisons de dernière génération, entièrement constituées de polyuréthane, alors que de nombreux records du monde sont battus. Gemma Spofforth choisit de nager avec la LZR Racer de Speedo, réputée moins performante. Dès les séries, elle améliore sensiblement son meilleur temps personnel en 58 secondes et 78 centièmes, un centième de seconde plus lent que le record du monde détenu par Kirsty Coventry. Le jour-même, en demi-finale, elle ôte quatre centièmes de seconde à son nouveau record personnel mais la Russe Anastasia Zueva bat le record planétaire de Coventry. Le lendemain, Spofforth remporte la finale et son premier titre de championne du monde, record du monde à la clé en 58,12 secondes, Zueva prenant la deuxième place à 6 centièmes. Elle devient à cette occasion la première Britannique détentrice du record du monde sur 100 mètres dos depuis 1958.
En août 2010, Gemma Spofforth termine deuxième du 200 mètres dos des Championnats d'Europe 2010, étant seulement devancée par sa compatriote Elizabeth Simmonds. Deux jours plus tard, lors du 100 mètres dos, le podium est inverse. Spofforth, en 59 s 80, s'impose en étant la seule à passer sous la minute.

## Palmarès

### Jeux olympiques
| Épreuve / Édition | Pékin 2008                              |
| 100 m dos         | 4e 59 s 38                              |
| 200 m dos         | 9e temps des demi-finales 2 min 09 s 19 |
| 4 × 100 m 4 nages | 4e 3 min 57 s 50                        |

### Championnats du monde
| Épreuve / Édition | Grand bassin                       | Grand bassin                       |
| Épreuve / Édition | Montréal 2005                      | Rome 2009                          |
| 50 m dos          | —                                  | 13e temps des demi-finales 27 s 92 |
| 100 m dos         | 33e temps des séries 1 min 04 s 88 | Or 58 s 12 – RM                    |

### Championnats d'Europe

#### En grand bassin
| Épreuve / Édition | Budapest 2010        |
| 100 m dos         | Or 59 s 80           |
| 200 m dos         | Argent 2 min 08 s 25 |

#### En petit bassin
- Championnats d'Europe en petit bassin 2004 à Vienne (Autriche) :
  -  Médaille de bronze du 200 m dos.

## Records

### Records personnels
Ces tableaux détaillent les records personnels de Gemma Spofforth en grand bassin au 29 juillet 2009. L'indication RM précise que le record personnel de la Britannique constitue l'actuel record du monde de l'épreuve.
| Épreuve   | Temps         | Compétition                | Lieu         | Date       |
| 50 m dos  | 27 s 92       | Championnats du monde 2009 | Rome, Italie | 29/07/2009 |
| 100 m dos | 58 s 12 – RM  | Championnats du monde 2009 | Rome, Italie | 28/07/2009 |
| 200 m dos | 2 min 06 s 66 | Championnats du monde 2009 | Rome, Italie | 01/08/2009 |

### Record du monde battu
Ce tableau détaille le record du monde battu par Gemma Spofforth durant sa carrière.
| Épreuve                   | Temps   | Compétition                | Lieu         | Date       |
| 100 m dos en grand bassin | 58 s 12 | Championnats du monde 2009 | Rome, Italie | 28/07/2009 |